# Quadratwurzel aus 2
Die Quadratwurzel aus 2 ist in der Mathematik diejenige positive Zahl, die mit sich selbst multipliziert die Zahl 2 ergibt, also diejenige Zahl {\displaystyle x>0}, für die {\displaystyle x^{2}=2} gilt. Diese Zahl ist eindeutig bestimmt, irrational und wird durch {\displaystyle {\sqrt {2}}} dargestellt. Die ersten Stellen ihrer Dezimalbruchentwicklung sind:
{\displaystyle {\sqrt {2}}} = 1,414213562…

## Allgemeines

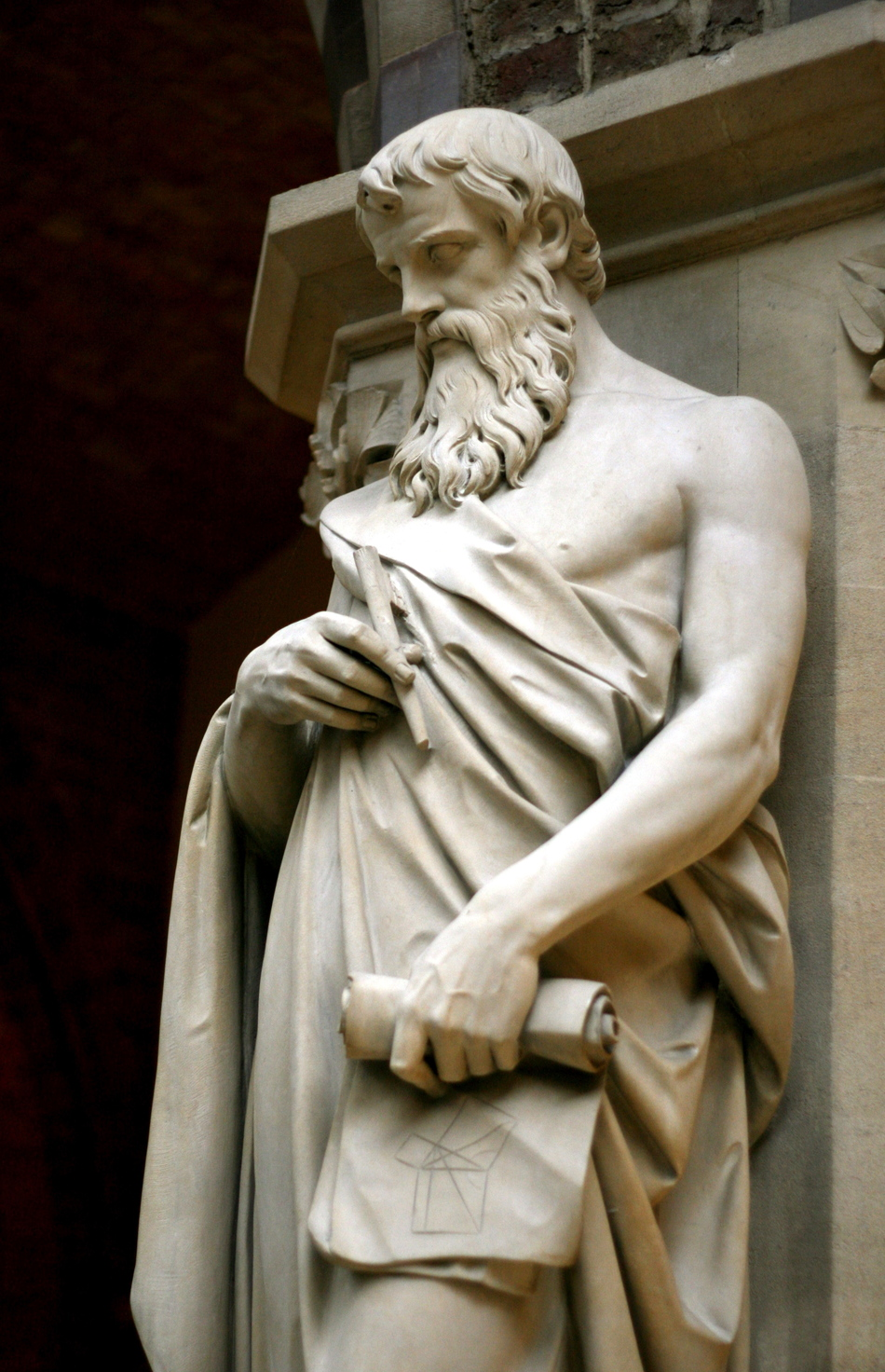
Euklid (fiktiv nach André Thevet, 1584)

### Irrationalität
Die Quadratwurzel aus 2 ist wie die Kreiszahl {\displaystyle \pi } oder die eulersche Zahl {\displaystyle \mathbb {e} } irrational. Im Gegensatz zu den beiden ist sie jedoch nicht transzendent, sondern algebraisch. Bereits um 500 v. Chr. war dem Griechen Hippasos von Metapont die Irrationalität bekannt. Den wohl bekanntesten Beweis der Irrationalität der Quadratwurzel aus 2 veröffentlichte um 300 v. Chr. der Grieche Euklid.

### Nachkommastellen
Da Wurzel 2 irrational ist, hat die Zahl in jedem Stellenwertsystem unendlich viele nichtperiodische Nachkommastellen und lässt sich deshalb auch im Dezimalsystem nur näherungsweise darstellen. Die ersten 50 dezimalen Nachkommastellen lauten:
{\displaystyle {\sqrt {2}}=1{,}41421\,35623\,73095\,04880\,16887\,24209\,69807\,85696\,71875\,37694\,\ldots } (Folge A002193 in OEIS)

### Kettenbruchentwicklung
Eine andere Möglichkeit, reelle Zahlen darzustellen, ist die Kettenbruchentwicklung. Die Kettenbruchdarstellung von Wurzel 2 ist – im Gegensatz zur Kreiszahl {\displaystyle \pi } – periodisch, denn Wurzel 2 ist eine quadratische Irrationalzahl. Für die {\displaystyle n}-te Wurzel aus 2 mit {\displaystyle n\geq 3} trifft dies jedoch nicht zu.
{\displaystyle {\sqrt {2}}=[1;\,2,\,2,\,2,\,2,\,2,\,\dotsc ]} (Folge A040000 in OEIS)
Diese periodische Entwicklung ergibt sich aus folgenden einfachen Tatsachen (mit der Gaußschen Abrundungsfunktion {\displaystyle x\mapsto \lfloor x\rfloor }):
{\displaystyle \lfloor {\sqrt {2}}\rfloor =1}
{\displaystyle {\frac {1}{{\sqrt {2}}-1}}={\sqrt {2}}+1}
{\displaystyle \lfloor {\sqrt {2}}+1\rfloor =2}
{\displaystyle {\sqrt {2}}+1-2={\sqrt {2}}-1}
Die ersten Näherungsbrüche der Kettenbruchentwicklung von {\displaystyle {\sqrt {2}}} sind:
{\displaystyle {\frac {1}{1}},\,{\frac {3}{2}},\,{\frac {7}{5}},\,{\frac {17}{12}},\,{\frac {41}{29}},\,{\frac {99}{70}},\,\dotsc }

### Kettenwurzeleigenschaft

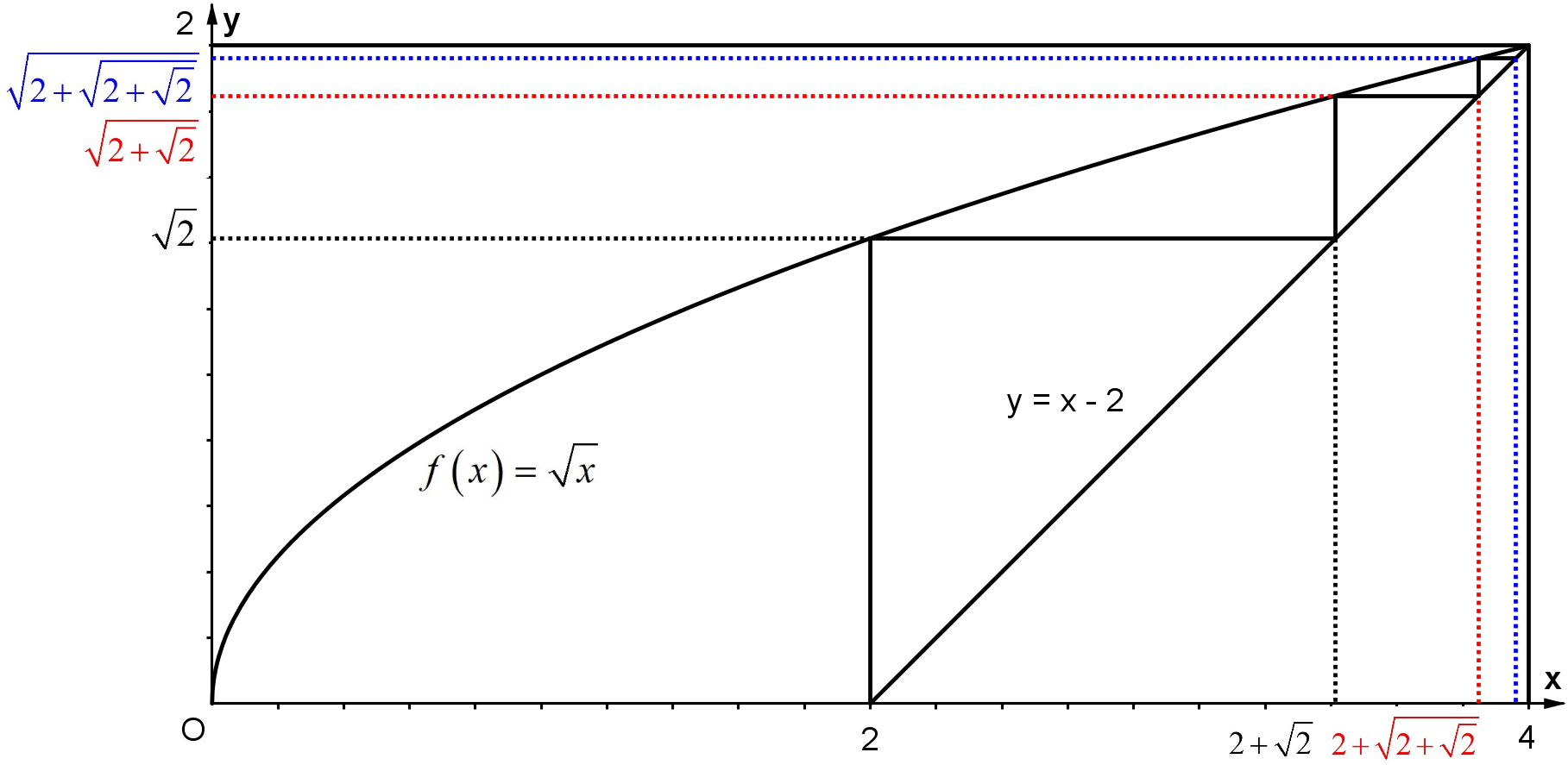
Grafische Veranschaulichung der Kettenwurzeldarstellung von

Die Zahl {\displaystyle 2} lässt sich folgendermaßen als unendlich fortgesetzte Kettenwurzel darstellen:
{\displaystyle {\sqrt {2+{\sqrt {2+{\sqrt {2+{\sqrt {2+\dotsb }}}}}}}}=2}
Die Figur verdeutlicht die Konvergenz gegen {\displaystyle 2} anhand der Funktionswerte der Wurzelfunktion {\displaystyle f} mit {\displaystyle f(x)={\sqrt {x}}} unter Einbeziehung der Hilfsgeraden {\displaystyle y=x-2}.

## Geometrische Konstruktion

Konstruktion von Wurzel 2 auf der Zahlengeraden

Da irrationale Zahlen eine unendlich lange Dezimaldarstellung haben, ist es unmöglich, eine solche Zahl mit dem Lineal genau abzumessen. Es ist aber möglich, die Zahl {\displaystyle {\sqrt {2}}} mit Zirkel und Lineal zu konstruieren: Die Diagonale eines Quadrates ist {\displaystyle {\sqrt {2}}}-mal so lang wie seine Seitenlänge. Es reicht auch ein rechtwinkliges, gleichschenkliges Dreieck, bei dem die Katheten jeweils 1 Einheit lang sind. Die Länge der Hypotenuse beträgt dann {\displaystyle {\sqrt {2}}} Einheiten. Um dies zu beweisen, reicht der Satz des Pythagoras: Für die Länge {\displaystyle x} der Diagonale gilt {\displaystyle x^{2}=1^{2}+1^{2}}.
Das genannte Dreieck ist auch der Beginn der Wurzelschnecke.

## Trigonometrie
Ähnlich wie {\displaystyle {\sqrt {5}}} und {\displaystyle {\sqrt {3}}} kommt die Quadratwurzel aus 2 bei exakten trigonometrischen Werten spezieller Winkel vor, insbesondere bei den Sinus- und Cosinus-Werten. Einfache Beispiele sind:
{\displaystyle {\begin{aligned}\sin {\frac {\pi }{4}}=\sin 45^{\circ }&={\tfrac {1}{2}}{\sqrt {2}},\\[5pt]\cos {\frac {\pi }{4}}=\cos 45^{\circ }&={\tfrac {1}{2}}{\sqrt {2}}.\end{aligned}}}

## Geschichte
Bereits die alten Hochkulturen haben sich Gedanken über die Wurzel aus 2 gemacht. Die alten Inder schätzen {\displaystyle {\sqrt {2}}\approx {\tfrac {577}{408}}} = 1,414215686… Diese Näherung stimmt auf fünf Nachkommastellen mit dem tatsächlichen Wert von {\displaystyle {\sqrt {2}}} überein, die Abweichung beträgt nur +0,0001502 Prozent. Von ihrer Irrationalität wussten sie wahrscheinlich nichts. Die Babylonier wie auch die Sumerer schätzten um 1950 v. Chr. die Wurzel aus 2 umgerechnet noch auf 1,41. Aus der Zeit um 1800 v. Chr. ist von den Babyloniern eine weitere Näherung überliefert. Sie benutzten in ihrer Keilschrift ein Stellenwertsystem zur Basis 60 und berechneten die Näherung mit
{\displaystyle 1\cdot 60^{0}+24\cdot 60^{-1}+51\cdot 60^{-2}+10\cdot 60^{-3}={\frac {30547}{21600}}} = 1,414212962…
Diese Näherung stimmt auf fünf Nachkommastellen mit dem tatsächlichen Wert von {\displaystyle {\sqrt {2}}} überein, die Abweichung beträgt nur −0,0000424 Prozent.
Im späten 6. oder frühen 5. Jahrhundert v. Chr. entdeckte Hippasos von Metapont, ein Pythagoreer, entweder an einem Quadrat oder an einem regelmäßigen Fünfeck, dass das Verhältnis von Seitenlänge zu Diagonale nicht mit ganzen Zahlen darzustellen ist. Damit bewies er die Existenz inkommensurabler Größen. Eine antike Legende, wonach die Veröffentlichung dieser Erkenntnis von den Pythagoreern als Geheimnisverrat betrachtet wurde, ist nach heutigem Forschungsstand unglaubwürdig.

## Vorkommen in der Natur
Im Gehirn gibt es Gitterzellen, die 2005 von einer Gruppe um May-Britt und Edvard Moser entdeckt wurden: „Die Gitterzellen wurden in dem Kortexbereich gefunden, der sich direkt neben dem Hippocampus befindet […]. An einem Ende dieses kortikalen Bereichs ist die Maschenweite klein und am anderen Ende sehr groß. Die Maschenweite nimmt jedoch nicht zufällig zu, sondern von einem Bereich zum nächsten jeweils um den Faktor Quadratwurzel aus zwei.“

## Sonstiges
- Der Rekord liegt seit dem 1. April 2025 bei 24 Billionen Nachkommastellen, erzielt von Teck Por Lim (Stand: 05. April 2025).[4]
- Das Verhältnis der beiden Seitenlängen eines Blattes im DIN-A-Format beträgt {\displaystyle {\tfrac {1}{\sqrt {2}}}} mit Rundung auf ganze Millimeter (und hat entgegen mancher Annahme nichts mit dem Goldenen Schnitt {\displaystyle {\tfrac {1+{\sqrt {5}}}{2}}} zu tun). Dadurch ist sichergestellt, dass bei Halbierung des Blattes entlang der längeren Seite wieder ein Blatt im DIN-A-Format (mit um eins erhöhter Nummerierung) entsteht.
- Die Wurzel aus 2 ist das Frequenzverhältnis zweier Töne in der Musik bei gleichschwebender Stimmung, die einen Tritonus, also eine halbe Oktave bilden.
- In der Elektrotechnik enthält die Beziehung zwischen Scheitelwert und Effektivwert von sinusförmiger Wechselspannung ebenfalls die Konstante {\displaystyle {\sqrt {2}}}.

### Merkhilfe für die ersten Nachkommastellen
Für {\displaystyle {\sqrt {2}}\approx 1{,}4\,14\,21\,35\,623\,7\,} gilt:

Die ersten vier Zweierblöcke 1,4 | 14 | 21 | 35 der dezimalen Stellen sind, aufgefasst als zweistellige Zahlen, alle durch 7 teilbar.

Die vier darauf folgenden Ziffern lassen sich in zwei Blöcke 623 | 7 aufteilen, die ebenfalls durch 7 teilbar sind.

## Ganzzahligkeit von Ausdrücken
Für alle ganzen {\displaystyle n\geq 0} ist nach dem binomischen Lehrsatz das allgemeine Glied der Pell-Folge
{\displaystyle P(n)={\frac {\left(1+{\sqrt {2}}\right)^{n}-\left(1-{\sqrt {2}}\right)^{n}}{2\cdot {\sqrt {2}}}}=\sum _{k=0}^{\infty }{\binom {n}{2k+1}}\cdot 2^{k}=\sum _{0\leq k<{\frac {n+1}{2}}}{\binom {n}{2k+1}}\cdot 2^{k}}
eine natürliche Zahl (für ganzzahliges {\displaystyle k>{\tfrac {n-1}{2}}} gilt {\displaystyle {\tbinom {n}{2k+1}}=0}). {\displaystyle P(n+1)} ist der Nenner des {\displaystyle n}-ten Näherungsbruches der Kettenbruchentwicklung von {\displaystyle {\sqrt {2}}.}

## Rationalität von Potenzen
Am Beispiel von {\displaystyle {\sqrt {2}}} lässt sich zeigen, dass es mindestens eine rationale Potenz mit irrationaler Basis und irrationalem Exponenten gibt.
Setzt man beispielsweise {\displaystyle a={\sqrt {2}}^{\sqrt {2}}} und {\displaystyle b={\sqrt {2}}} so lassen sich zwei Fälle unterscheiden.
- Ist {\displaystyle a} rational, so sind wegen der Irrationalität von {\displaystyle {\sqrt {2}}} Basis und Exponent von {\displaystyle a} jeweils irrational, so dass die Aussage gilt.
- Ist {\displaystyle a} irrational, so gilt wegen

{\displaystyle a^{b}=\left({\sqrt {2}}^{\sqrt {2}}\right)^{\sqrt {2}}=2},
der Irrationalität von {\displaystyle a} und {\displaystyle b} sowie der Rationalität von {\displaystyle a^{b}} die Aussage.